# Vorombe titan
Vorombe titan — викопний вид нелітаючих птахів вимерлої родини епіорнісових (Aepyornithidae), який існував на Мадагаскарі в історичний період та вимер близько 1000 року.

## Таксономія
Vorombe titan вперше був описаний Чарльзом Вільямом Ендрюсом як Aepyornis titan у 1894 році. У 1963 році американський палеонтолог Пірс Бродкорб зробив назву молодшим синонімом виду A. maximus. У 2018 році Джеймс Гансфорд і Самуель Турві, два дослідники з Лондонського зоологічного товариства, відмітили, що він досить відрізняється від Aepyornis і виділили його в новий рід — Vorombe.

## Назва
Назва роду Vorombe походить від малагасійського слова «vorombe», яке означає «великий птах», тоді як видова назва titan походить від давньогрецького слова «Τιτάν» (Титани — божества-попередники олімпійських богів).

## Опис
Птах сягав 3 м заввишки та важив від 530 до 730 кг, що робить його найбільшим з відомих науці птахів.

## Спосіб життя
Vorombe titan, Aepyornis maximus і Mullerornis modestus були знайдені на більшій частині Мадагаскару. Були звичайними в посушливих колючих лісах на півдні, сукулентних лісах на південному заході та лугах Центрального нагір'я. Значні відмінності в розмірах між трьома таксонами вказують на те, що вони використовували різні дієтичні ніші й поїдали різні рослини. Вони жили разом з карликовими бегемотами, гігантськими лемурами і гігантськими черепахами.